# Égrégore
 (mai 2017).
Si vous disposez d'ouvrages ou d'articles de référence ou si vous connaissez des sites web de qualité traitant du thème abordé ici, merci de compléter l'article en donnant les références utiles à sa vérifiabilité et en les liant à la section « Notes et références ».
Un égrégore (ou eggrégore) est un concept désignant un esprit de groupe constitué par l'agrégation des intentions, des énergies et des désirs de plusieurs individus unis dans un but bien défini.
Dans l'accompagnement[Quoi ?], l'égrégore d'équipe est perceptible dans l'atmosphère d'équipe (ou la dynamique de groupe), qui peut être pesante ou enthousiasmante, étouffante ou inspirante. Il est affecté par l'état des relations et par l'adhésion profonde ou non de chacun dans le projet commun. Il résulte des moments vécus et constitue une dimension de la dynamique de groupe dont l'équipe peut prendre soin,.
Dans l'ésotérisme, il s'agirait d'une force qui aurait besoin d'être constamment alimentée par ses membres au travers de rituels établis et définis.
Le terme, apparu dans la tradition hermétiste, a été repris par les métaphysiciens, qui l'ont chargé d'un fort potentiel subversif.

« Il est cher à mon cœur que des groupes de prière continuent de se former, il en faut le plus possible. À chaque fois la Force Divine se trouve au milieu du groupe et en multiplie ainsi l'égrégore lumineux qui s'en dégage. C'est d'un même cœur, d'une même force que vos intentions sont envoyées à Dieu notre Père »

— Père Pio, Message du 21 décembre 2007[réf. souhaitée].

## Étymologie
En latin, egregius signifie « remarquable, illustre, exceptionnel ». Cependant, c'est dans le grec ancien qu'il faut chercher l'étymologie et la logique du vocable égrégore.
Celui-ci s'entend aussi bien dans έγρήγορα (égrègora), parfait d'έγείρω, faire lever, éveiller, réveiller, que dans le verbe dérivé έγρηγοράω (égrègoraô), être éveillé, ou le substantif féminin έγρήγορσις,εως (égrègorsis), veille, ou encore les adverbes έγρήγορότως (égrègorotôs) et έγρηγορτι (égrègorti), signifiant tous deux en veillant.
Le terme désigne les anges déchus (cf. Genèse VI) qui convoitent les "filles de Seth" dans le livre d'Enoch (ou Hénoch). Ils sont conduit par Samyasa et se jurent de conduire leur entreprise, sur le mont Hermon (de l'Anathème). Ils engendrent les Géants avant le Déluge.
Le terme égrégore apparaît en 1857 dans la langue française sous la plume de Victor Hugo dans  La Légende des siècles (L'Italie - Ratbert). La très large diffusion du poème au XIXe siècle assure la pérennité du mot, qui aurait pu rester un hapax poétique rendu nécessaire par une rime avec « mandragore ».
À la graphie créée par Victor Hugo s’ajoute la variante eggrégore, mais on trouve aussi des graphies pseudo-latinisantes comme egrigor ou égrigore.

## Tentatives de définition
Pour Stanislas de Guaita, le terme désigne l'idée de la « personnification » de forces physiques ou psychophysiques non surnaturelles. Le mot est souvent aussi synonyme de forme-pensée. Mais attention, là où la forme-pensée elle-même, sous sa forme la plus basique, peut résulter de l'action d'un seul esprit, l'égrégore à part entière sera la résultante de la mise en commun obligatoire du travail rassemblé de plusieurs esprits, et non plus d'un seul.
Robert Ambelain définit le terme comme « une force engendrée par un puissant courant spirituel et alimentée ensuite à intervalles réguliers, selon un rythme en harmonie avec la Vie Universelle du Cosmos, ou à une réunion d'entités unies par un caractère commun. Dans l'invisible hors de la perception physique de l'homme, existent des êtres artificiels, engendrés par la dévotion, l'enthousiasme, le fanatisme, qu'on nomme des égrégores ».
Le médecin Pierre Mabille, compagnon de route du surréalisme et auteur de plusieurs ouvrages sur ce mouvement, définit le terme égrégore comme un « groupe humain doté d'une personnalité différente de celle des individus qui le forment. Bien que les études sur ce sujet aient été toujours ou confuses ou tenues secrètes, je crois possible de connaître les circonstances nécessaires à leur formation. J'indique aussitôt que la condition indispensable, quoique insuffisante, réside dans un chaos émotif puissant. Pour employer le vocabulaire chimique, je dis que la synthèse nécessite une action énergétique intense ».
Pour Gaetan Delaforge, c’est un « esprit de groupe qui lie les membres, les harmonise, les motive et les stimule afin de réaliser les objectifs du groupe. Il leur permet également de faire des progrès “spirituels” qu’ils ne feraient pas s’ils travaillaient seuls. Un égrégore peut cependant être perturbé par la pensée négative de personnes qui ne sont pas en accord avec les objectifs. Par conséquent, les groupes ésotériques tentent de se protéger de pensées négatives qui pourraient affecter leur égrégore ».
En franc-maçonnerie, Jack Chaboud le décrit comme un moment d'exaltation collectif, souvent vécu en fin de tenue lors de la chaîne d'union regroupant les maçons formant un cercle, mains enlacées, évoquant le lien qui les unit aux maçons du monde entier, à ceux qui les ont précédés et à ceux qui les suivront.
René Guénon précise quant à lui : « Tout d'abord, nous devons faire remarquer que nous n'avons jamais employé le mot “égrégore” pour désigner ce qu'on peut appeler proprement “une entité collective” ; et la raison en est que, dans cette acception, c'est là un terme qui n'a rien de traditionnel et qui ne représente qu'une des nombreuses fantaisies du  langage occultiste moderne. Le premier qui l'a employé ainsi est Eliphas Lévi, et, si nos souvenirs sont exacts, c'est même lui qui, pour justifier ce sens, en a donné une étymologie latine invraisemblable, le faisant dériver de grex, “troupeau”, alors que ce mot est purement grec et n'a jamais signifié autre chose que “veilleur”. On sait d'ailleurs que ce terme se trouve dans le livre d'Hénoch, où il désigne des entités d'un caractère assez énigmatique, mais qui en tout cas semblent bien appartenir au “monde intermédiaire” ; c'est là tout ce qu'elles ont de commun avec les entités collectives auxquelles on a prétendu appliquer le même nom. »

## Création ou destruction des égrégores
Un égrégore naîtrait, par exemple, d'une fervente prière collective, d'une thérapie de groupe, d'un soin énergétique, d'un rituel qui pourrait être chamanique par exemple.
Il serait constitué d'un agglomérat ou une agglomération de pensées similaires d'origine individuelle ou partagées par d'autres membres d'un groupe ou d'une société. Certains auteurs parlent d'ondes de forme issues de la pensée ou formes-pensée plutôt que d'égrégores. Un égrégore inclut une dimension énergétique bien que son origine soit principalement de caractère psychique ou psychologique. Lorsqu'un égrégore n'est plus alimenté par un ou plusieurs individus il se dissout par lui-même. Les égrégores ont donc une durée limitée dans le temps.
Pour la médium et réalisatrice romande Denise Kikou Gilliand, « des deuils, des séparations, des abus de drogues ou d’alcool, etc., peuvent alimenter une forme-pensée, c’est-à-dire une énergie qui, à force de mobilisation de tout un groupe, peut effectivement devenir visuelle et palpable et avoir une sorte d’autonomie effrayante. Mais il s’agit plus d’égrégores nourris par une hystérie collective que de véritables fantômes ! ».
L'idée est reprise d'une manière plaisante par Horus, le nécromancien, qui affirme dans La Princesse de barbares : "C’est la théorie de l’Hégrégore : lorsque beaucoup de gens se mettent à croire à un être fictif, il finit par exister vraiment." 